# Coryphaenoides rudis
Coryphaenoides rudis és una espècie de peix de la família dels macrúrids i de l'ordre dels gadiformes.

## Morfologia
- Els mascles poden assolir 111 cm de llargària total.[2][3]

## Alimentació
Menja cefalòpodes.

## Hàbitat
És un peix d'aigües profundes que viu entre 600-2380 m de fondària.

## Distribució geogràfica
Es troba a les Illes Kermadec, les Filipines, el Mar de Tasmània, l'illa de Socotra i l'Atlàntic tropical i subtropical (incloent-hi el Golf de Mèxic i el Carib).